# Павильон Орла
Павильо́н Орла́ или первоначально Темпль — парковое сооружение в Дворцовом парке Гатчины. «Темпель» с французского языка переводится как «Храм». Позднее, в 1846 году, данная постройка стала называться по повелению Николая I «Круглая Беседка», а ещё позднее превратилась в «Беседку Павла I» и наконец, в советский период в «Павильон Орла», хотя с формальной архитектурной точки зрения строение не является павильоном или беседкой, а представляет собой ротонду.

## Описание
Павильон представляет собой круглый храм — ротонду высотой 9,5 м, расположенную на одном из островов Белого озера в Дворцовом парке. Сооружение установлено на возвышенности, на круглой каменной площадке — стилобате, к которой ведут три небольшие лестницы в три ступени. Из-за этого создаётся впечатление монументальности павильона, несмотря на его небольшие размеры. Павильон открыт с передней стороны, задняя полуциркульная стена глухая. Полукупол над ней украшен кессонами с лепными розетами и раковиной — в три ряда по семь кессонов в каждом. В передней части павильона по полукругу установлено десять тосканских колонн (четыре парные и по одной одиночной с обеих сторон) из серого с белыми прожилками мрамора на высоких постаментах. Профили антаблемента колоннады продолжаются по полуциркульной стене павильона. Внутри глухая стена декорирована фризом с орнаментом из ветвей аканта и пальметт. Колоннада была завершена беломраморной фигурой одноглавого орла в императорской короне, смотрящего на север. Левой лапой Орёл поддерживал щит с вензелем императора Павла I. В задней стене павильона расположено три ниши (каждая напротив одной из лестниц), предполагалось, что в них должны были размещаться статуи.

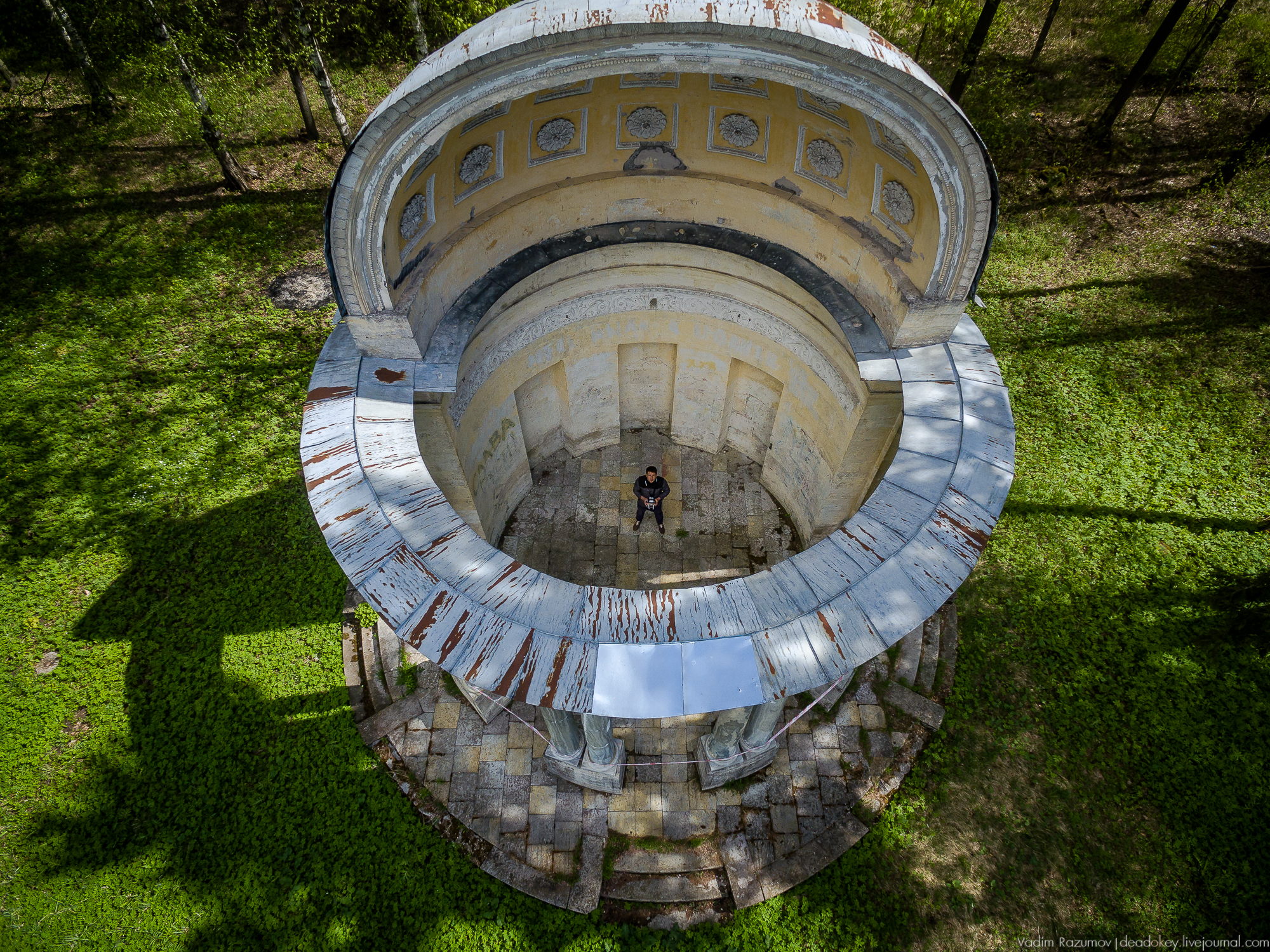
Вид сверху ротонды до реставрации 2023 года

Из Павильона Орла открывается перспектива, в глубине которой отчётливо просматривается Колонна Орла.
Пейзаж с Темплем привлекал к себе внимание таких художников, как С. Ф. Щедрин, Г. С. Сергеев, А. А. Ушин.

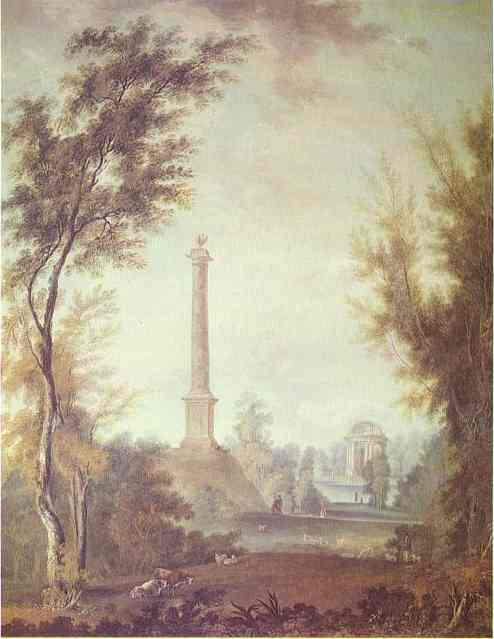
Колонна и Павильон Орла на акварели кисти Семёна Щедрина 1797 года. В 1858—1860 годах она была «по негодности уничтожена» и заменена новой, сделанной по образцу ранее существовавшей, но в значительно уменьшенном размере судя по размерам орла, относительно диаметра колонны на старых картинах Щедрина. Новая колонна (аналогичная по размерам колонне "Конец света" в Павловске) была поставлена гораздо дальше от дворца, ближе к Сильвийским воротам на продолжение оси главной просеки парка Сильвии и гораздо дальше от Павильона Орла и озера, а так же она была установлена на новом месте уже без высокой насыпи под ней. Фигура орла, снятая с прежнего монумента, вновь была поставлена на вершине колонны.

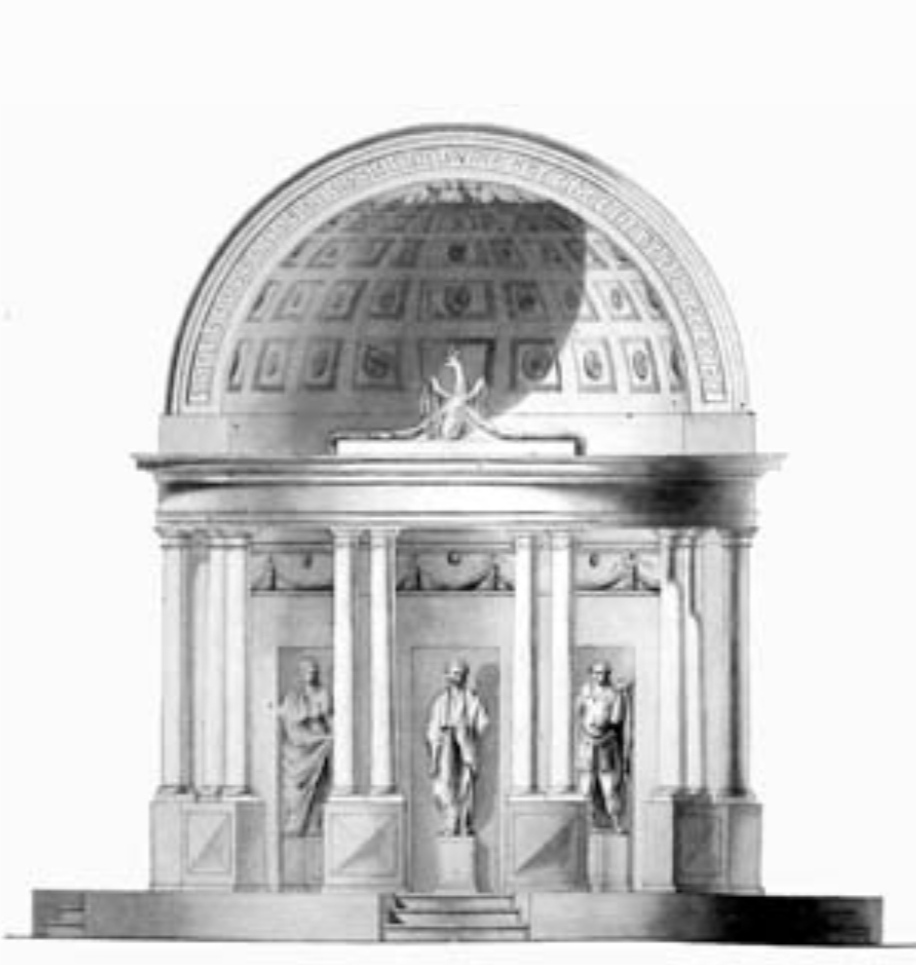
«Темпель» (с французского «Храм»), позднее стал называться по повелению Николая I «Круглая Беседка», а ещё позднее превратился в «Павильон Орла»

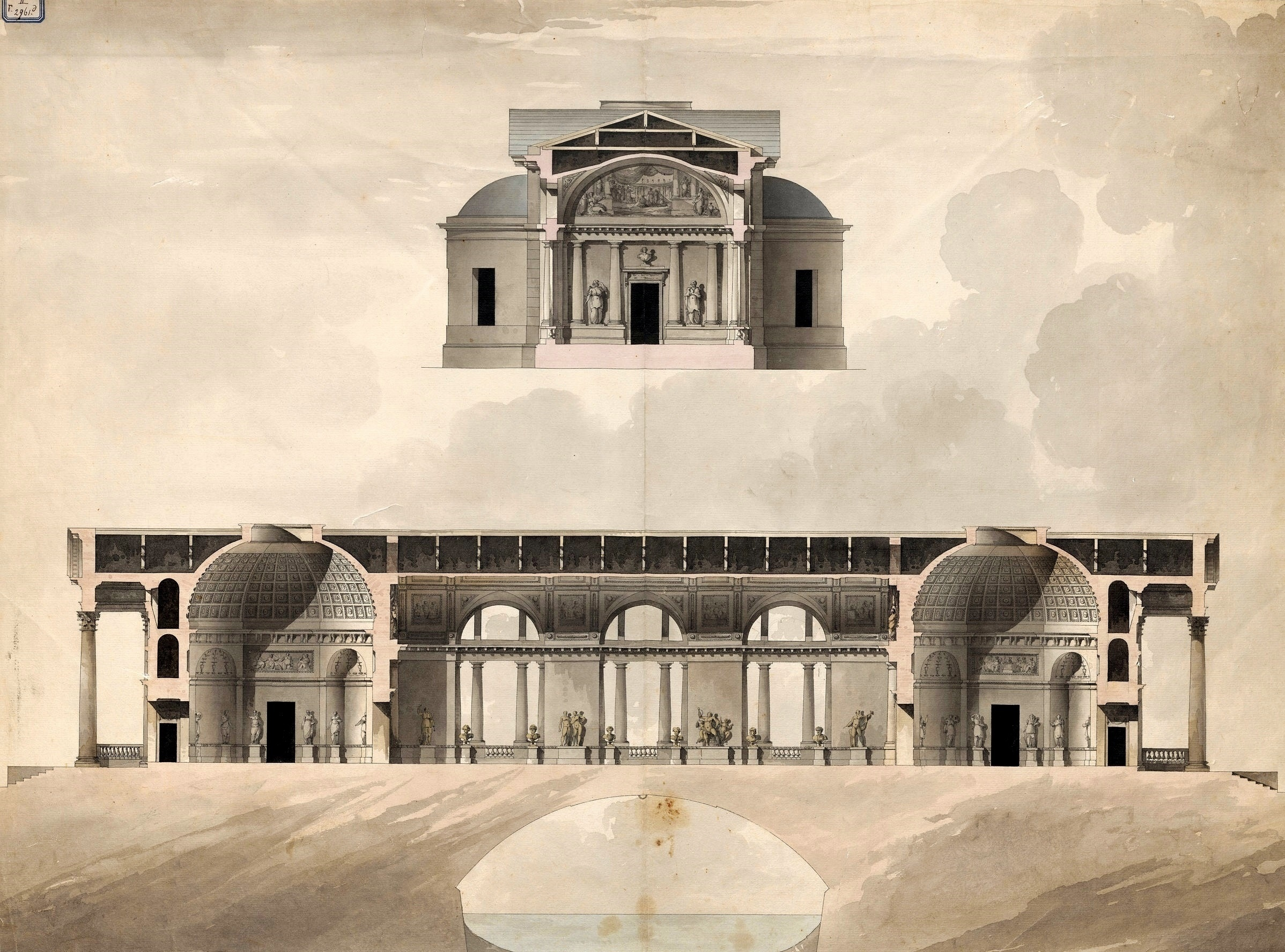
Проект ещё двух подобных павильонов «на мосту супротив плотины» в гатчинском парке, выполненный Кваренги

## История

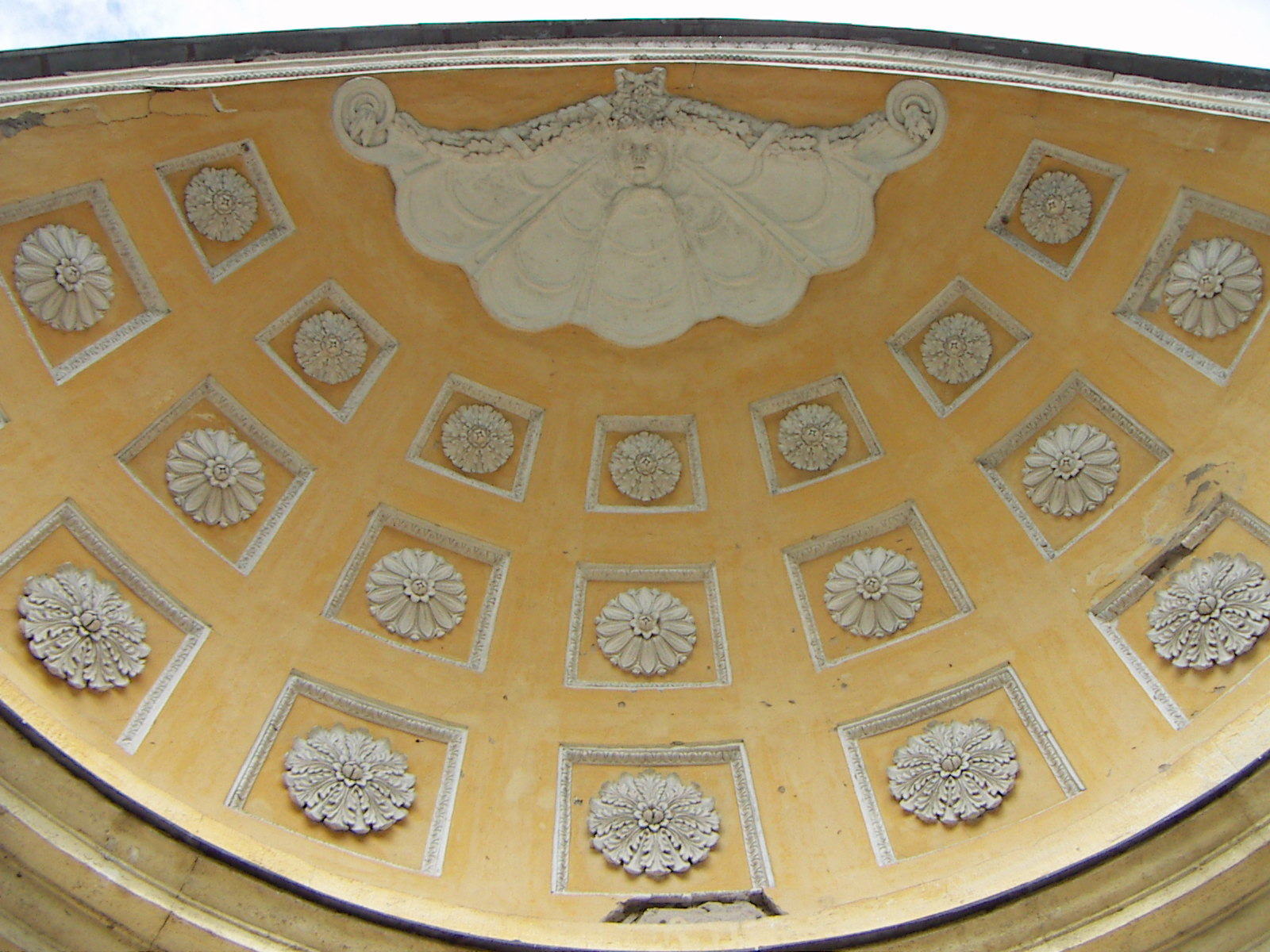
Потолок павильона

Автором проекта павильона, мог быть, предположительно, Джакомо Кваренги или Винченцо Бренна, автор других парковых сооружений в Гатчине с 1792 года. Дата постройки павильона неизвестна, впервые он упоминается в 1792 году, когда он уже был построен. В конце XVIII — начале XIX веков павильон называли Темпелем или Тамплем (Темплем) (от фр. temple — храм), также встречалось название Круглая беседка, но позже общеупотребительным названием стало Павильон Орла.
Первая реставрация производилась в 1841—1842 годах. Были разобраны и возобновлены обветшавшие деревянные конструкции полукупола. Несколько позже, в 1845 году подвергался переделке стилобат, при этом блоки пудостского камня заменили путиловской плитой.
Во время войны рядом с павильоном взорвалась фугасная бомба. От взрыва произошло обрушение большой части купола, две колонны упали в озеро, был частично разрушен антаблемент. Исчез Орёл, венчавший колоннаду. Восстановление Павильона Орла проводилось в 1969—1970 годах. Орёл был восстановлен только в 2023 году.

## Трактовка орлиной символики

### Легенда о выстреле

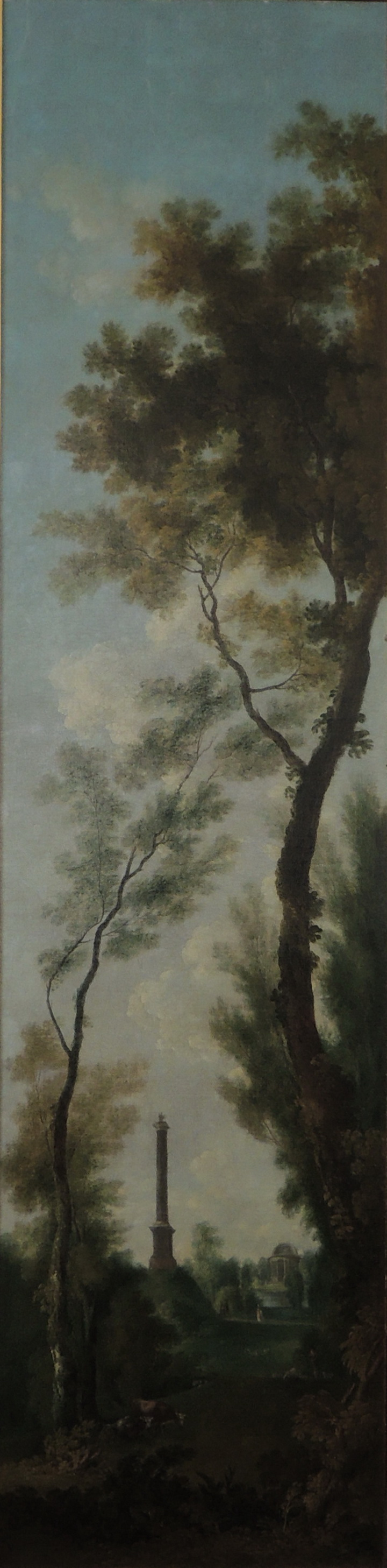
С. Ф. Щедрин. Колонна Орла и Павильон Орла

Существует популярная легенда, объединяющая Колонну Орла и Павильон Орла. Согласно ей, однажды император Павел I, стреляя оттуда, где был построен Павильон, подстрелил орла. Колонну же установили там, где сидела или упала убитая птица. Искусствовед С. Н. Казнаков писал: «Равнодушие к охоте не помешало, однако, Павлу Петровичу воздвигнуть… обелиск на месте, куда упал пристреленный им однажды орёл». В свою очередь, художник, архитектор и историк искусства Н. Е. Лансере писал о том же: «Этот небольшой павильон, называемый Темпль, построен будто бы на том месте, откуда Павел собственноручно убил орла, орёл же сидел там, где теперь стоит мраморная колонна с бронзовым орлом». В 1940 году в своей книге о Гатчине легенду воспроизвёл и сотрудник Гатчинского дворца-музея А. В. Помарнацкий.
Более ранний вариант легенды, записанный в 1810-х годах, приписывал удачный выстрел Григорию Орлову. Немецкий путешественник Христиан Мюллер, описывая гатчинский парк в книге «Картина Петербурга или письма о России, написанные в 1810, 1811 и 1812 году», изданной в Париже в 1814 году (французский перевод немецкого издания 1813 года), рассказывал:
«Мы объезжаем озеро, поворачивая вправо, и через некоторое время подплываем к мраморной ротонде, купол которой срезан наполовину, как анатомический череп. Напротив, по ту сторону озера на открытом месте, покрытом дёрном, вы замечаете колонну, увенчанную фигурой орла, установленную в память того, что Орлов выстрелил, как говорят, от этой ротонды в живого орла. Это вымысел здоровых глаз. Верится в это ещё меньше, так как расстояние составляет, несомненно, более 450 шагов».
Тот факт, что Колонна Орла на самом деле появилась в Гатчине в начале 1770-х годов, ещё при Орлове, опровергает версию легенды, где главным действующим лицом выступает Павел. К тому же, император не был достаточно искусным стрелком. Тот факт, что Павильон Орла был воздвигнут в павловское время, не позволяет считать героем легенды Г. Г. Орлова. Наконец, орлы в принципе не водились в Гатчине, а расстояние между двумя сооружениями слишком велико даже для хорошего стрелка. Возможно, легенда возникла в качестве попытки обосновать значение орла как символического покровителя данной местности или же с целью замаскировать тот смысл, что вкладывался в символику двух парковых объектов изначально.

### Масонский символ
Согласно одной из точек зрения, Колонна и Павильон Орла, составившие единый комплекс, объединены лишь визуальной осью и вышеприведённой легендой. Это разновременные сооружения, имеющие, к тому же, разное смысловое назначение. Если на вершину колонны орёл попал с герба Орловых, то Павильон Орла связан с идеей императорской власти Павла I — над центральным проёмом колоннады, на антаблементе, была помещена несохранившаяся статуя орла в императорской короне(восстановлена в 2023). В когтях этот орёл держал щит с вензелем Павла.

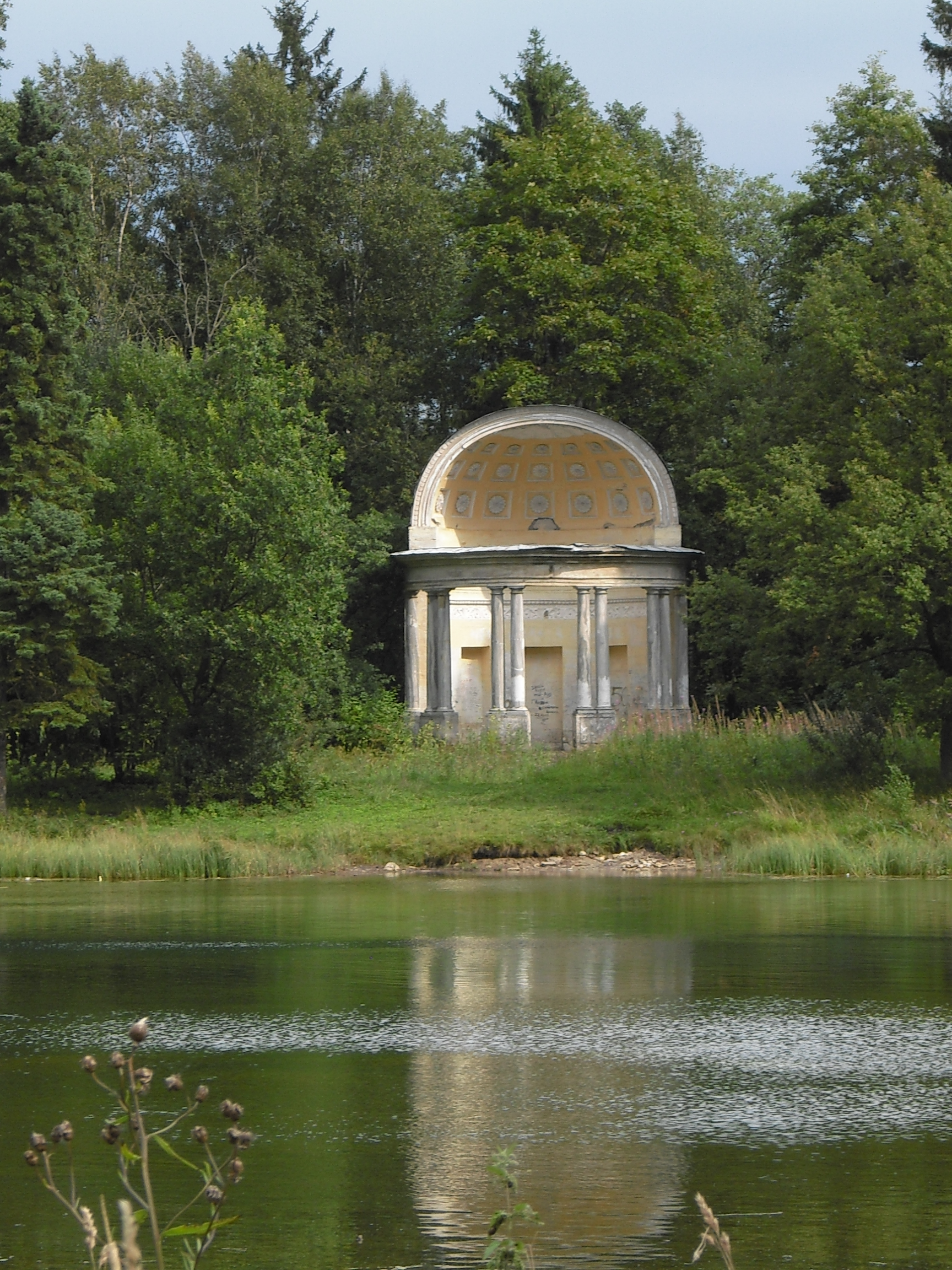
Павильон Орла до реставрации 2023 года

Павильон Орла с архитектурной точки зрения, вовсе не являющийся павильоном, изначально (вплоть до указа Николая Первого о его переименовании в «Круглую беседку») носил название Темпль, от фр. temple — храм, и в этом отношении рассматривается как своеобразное святилище. Возможно, трактовка данного сооружения в качестве храма была обусловлена тем, что Павел I являлся с 1799 года великим магистром Мальтийского ордена, либо же павильон изначально мыслился как храм искусств под покровительством императора, но его оформление не было завершено.
Орёл на вершине колонны, по мнению историка М. М. Сафонова (Санкт-Петербургский институт истории РАН), имеет смысл как масонский символ. Поэтому в павловский период он не был убран, но, наоборот, был объединён в единую смысловую конструкцию с орлом нового сооружения – Темпля. По мнению историка, скульптура орла с самого момента постройки колонны воплощала масонские идеи, а не была геральдической фигурой, так как Григорий Орлов тоже был масоном (он вступил, как утверждается, в одну из иностранных лож в Кёнигсберге во время Семилетней войны). Соответственно, и в герб графов Орловых одноглавый орёл мог быть включён уже с масонскими коннотациями (братья получили графский титул 22 сентября 1762 года, когда Григорий уже состоял в ложе). Как считает историк, изваяние на колонне не обязательно должно было символизировать фамилию Орловых. Главным аргументом в пользу подобной идеи является тот, что при Павле, ненавидевшем братьев, фамильный памятник не только не был уничтожен, но стал частью ансамбля с Павильоном Орла, который явным образом прославлял нового императора и с которым колонна, возможно, также была связана своей символикой.
Согласно точке зрения, отстаиваемой М. М. Сафоновым (Санкт-Петербургский институт истории РАН), Темпль имеет признаки масонской символиким. По данным Д. Лигу, важным символом, распространённым, например, среди розенкрейцеров, был как раз орёл. В архитектуре павильона Сафонов находит и другие элементы, свидетельствующие о его масонском характере. Следовательно, Темпль — масонский храм, созданный во славу масонского царя (Великого Архитектора).
В рамках этой концепции связь Колонны и Павильона Орла не случайна, напротив, она конструировалась сознательно при строительстве последнего. Более того, она закреплялась в других произведениях изобразительного искусства (Сафонов в качестве примера называет панно с изображением колонны на переднем плане и павильона на заднем, висевшее в Малиновом кабинете во дворце в Павловске).
Уже в юные годы Павла стала занимать идея рыцарства. 23 февраля (6 марта) 1765 года воспитатель мальчика Семён Порошин записал в своём дневнике: «Читал я Его Высочеству Вертотову историю об ордене мальтийских кавалеров. Изволил он, потом, забавляться и, привязав к кавалерии своей флаг адмиральский, представлять себя кавалером Мальтийским. Представлял себя послом Мальтийским и говорил перед маленьким князем Куракиным речь».

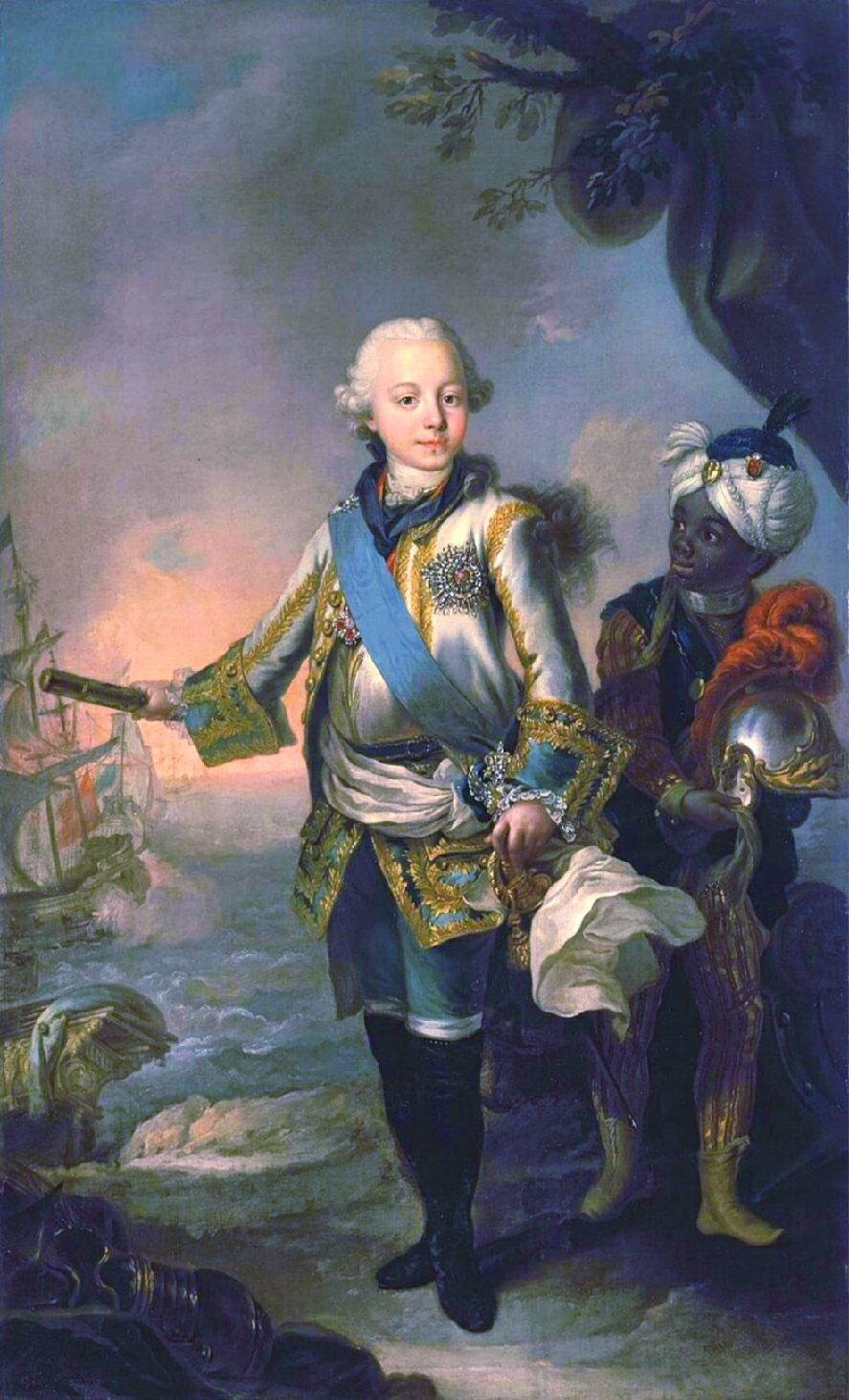
Юный наследник в мундире генерал-адмирала флота, нагрудном доспехе — кирасе и с рыцарским шлемом. Через плечо надета небесно-голубая муаровая андреевская кавалерская лента. Портрет работы Стефано Торелли. 1765. Холст, масло. Государственный Эрмитаж, Санкт-Петербург

В 1730-х годах было провозглашено, что масонство берет своё начало от христианских рыцарей прошлого, от строителей церквей в Иерусалиме после их разрушения и от подобных орденов Св. Иоанна в Иерусалиме. Поэтому юный наследник заинтересовался не только древними рыцарскими орденами, но и относительно недавно ставшим популярным в Европе масонством.
Считается, что во время приезда в Петербург в 1777 году двоюродного брата Екатерины — шведского короля Густава III, который был главой масонской ложи шведского устава, князь Куракин организовал тайную встречу, на которой в масоны был принят и престолонаследник.
Друг супруги великого князя Павла — Марии Федоровны, капитан-лейтенант Сергей Иванович Плещеев (1752—1802), географ и переводчик, сопровождавший супругов в двухлетнем Гран-туре по Европе в 1781—1782 годах, стал впоследствии масоном и розенкрейцером, ближайшим доверенным лицом великого князя Павла Петровича.
16 июля 1782 года собрался Вильгельмбадский масонский конвент, под председательством герцога Фердинанда Брауншвейгского. На конвенте присутствовали представители масонских лож Франции, верхней и нижней Германии, Австрии и Италии; Россия также имела представительство в лице Ивана Григорьевича Шварца. На конвенте Россия, «во внимание к её обширному пространству и к большому числу лож, ревностно в ней работавших», была признана за восьмую провинцию ордена. По решению конвента, русское масонство организовалось следующим образом:
- В капитуле: провинциальный великий мастер — вакансия (по всей вероятности, оставлена для великого князя Павла Петровича);
- Приор — П. А. Татищев;
- Декан — князь Ю. Н. Трубецкой;
- Генеральный визитатор — князь Н. Н. Трубецкой;
- Казначей — Н. И. Новиков;
- Канцлер — И.Г.Шварц;
- Генеральный прокуратор — князь А. А. Черкасский.

Из Германии Шварц, для русских масонов, привёз хартии для двух уставов: 1) «Рыцарский капитул» 2) «Познания розенкрейцерства» и право основать из избранных орден «Злато-розового креста».
В 1782 году составился орден «Злато-розового креста», под начальством Шварца; членами ордена были: Н. И. Новиков, князья Трубецкие, Кутузов, Александр Михайлович, Лопухин, Тургенев, Чулков, Херасков. 
Шварц был в русском обществе проводником философских идей, развившихся из чистой религиозности; деятельность его обнаруживает 
«бесконечную любовь к человечеству, непреклонную волю, возвышенный характер и глубокие познания».
В 1787 году особенно ярко проявилась филантропическая деятельность франкмасонов, помогавших голодавшему вследствие неурожая народу. К 1787 году относится начало попыток сближения между франкмасонами московскими и великим князем Павлом Петровичем.
Розенкрейцеры, предавшись работам четвёртой, высшей степени «Теоретического градуса», мало заботились о поддержании лож общемасонских, вследствие чего к 1789 году закрылись две ложи-матери, татищевская и гагаринская, а также некоторые ложи в провинциях. Таким образом русское франкмасонство всё больше концентрировалось в розенкрейцерстве.
Вступив в 1788 г. в авиньонское братство «Народ божий», Плещеев по возвращении в Россию получил известность как масон. В 1792 г. с подачи своего близкого друга И. В. Лопухина принят в розенкрейцеры. Дружба Павла с Плещеевым вызывала тревогу у Екатерины II. Ф. В. Ростопчин докладывал последней, что престолонаследник «слепо во всём доверился этому агенту мартинистов». В доме Плещеева жил известный мистик М. А. Ленивцов.
Известно,что розенкрейцеры в Пруссии имели огромное влияние через Иоханна Рудольфа фон Бишоффсвердера и пастора  Жана Кристофа Вёлльнера (основавших в Берлине масоно-розенкрейцерский Орден Золотых Розы и Креста Старой Системы) на прусского короля  Фридриха-Вильгельма II ещё до его восхождения на  престол и далее вплоть до 1792 года.
Именно в 1792 году и началось строительство в Гатчине нового  храма - Темпля, что может рассматриваться как вероятная попытка Великого князя Павла Петровича взять Орден Розенкрейцеров под своё покровительство, как через шесть лет это в реальности получилось с Мальтийским орденом и привело к строительству Приората и принесению в Гатчину из Мальты величайших христианских ценностей - Десницы Иоанна Крестителя, Филермской иконы Богоматери и частицы Древа Креста Господня.
Для хранения  этих сокровищ в гатчинском парке Павел начал строительство Харлампиевого монастыря.
Новая вспышка интереса к розенкрейцерству в России произошла в начале XX века.  

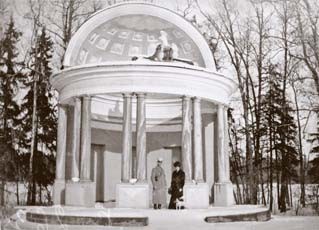
Фото благородной публики в ротонде до революции

В конце 1906 года доктор Рудольф Штейнер прочёл в Париже ряд лекций о Христиане Розенкрейце; одна из них была тогда же переведена на русский язык его ученицей Анной Минцловой. Прибыв в Россию в качестве эмиссара ордена, Минцлова обещала приобщить к братству розы и креста ведущих русских символистов — Вячеслава Иванова в Петербурге (идентифицировался с Розой) и Андрея Белого в Москве (идентифицировался с Крестом). Она рисовала им головокружительные перспективы создания «нового ордена» на развалинах старого:

«Вооружение Рыцарей формировало рыцарский круг: Круглый Стол, в котором появился Грааль; сначала хранимый рыцарями Грааля, затем Рыцарями Тамплиерами, а в конечном счёте — розенкрейцерами. <…> Старшее поколение (Кунрат, ван Хельмонт и другие) вполне развито; линия ушла, как говорится, под землю; и это было Восточное Братство, которое на самом деле и посвятило Новикова. <…> Я вызван на помощь; вместе с Минцловой мы трое составим настоящий треугольник для строительства храма рыцарей; вокруг этих „двух“ соберутся кружки; Минцлова будет осуществлять связь с Братством Посвящённых».— Андрей Белый
Минцлова передала своим последователям в России и трёхчастный девиз розенкрейцеров: «Ex Deo Nascimur (E.D.N.) In Christo mortimur (I.C.M.) In Spiritu Sancto Renascimur (I.S.S.R.)». Письма другим адептам тайного учения Иванов подписывал I.C.M., а Белый — I.S.S.R. Свою повесть «Котик Летаев» (1915-16) Белый закончил словами из девиза розенкрейцеров: «Во Христе умираем, чтоб в Духе воскреснуть». В этот период мотив розы и креста стал одним из определяющих в поэзии Иванова, а Александр Блок, увлёкшись мистическими учениями, создал в 1912 году своё любимейшее детище — пьесу «Роза и крест», музыку к постановке которой написал композитор и поэт Михаил Кузмин.
Благодаря уцелевшим орденским документам и текстам известно духовное братство розенкрейцеров «Lux Astralis», основанное поэтом Борисом Зубакиным и существовавшее с 1912 по 1937 гг. Один из его членов - будущий выдающийся советский кинорежиссёр Сергей Эйзенштейн весной 1917 года будучи призван на военную службу и зачислен в школу прапорщиков инженерных войск, участвовал в военном строительстве в Гатчине.

Розенкрейцерская группа — И. Ф. Смолин, Б. Л. Плетнер, Б. М. Зубакин, П. А. Аренский, С. М. Эйзенштейн

## Комментарии
1. ↑  Так автор описывает Павильон Орла на берегу Белого озера.

## Внешние ссылки
- Удачный выстрел императора Павла? Архивная копия от 26 сентября 2007 на Wayback Machine